# Neisápur
Neisápur, Nishapur, Neyschabur, vagy Neyshabour, perzsa nyelven نیشابور, DMG Neyšābūr), város Iránban, Razavi Horászán tartományban, a magas hegyekben. Keresztül vezetett rajta a selyemút. A kerámia és a szőnyegszövés hagyományos központja.

## Története

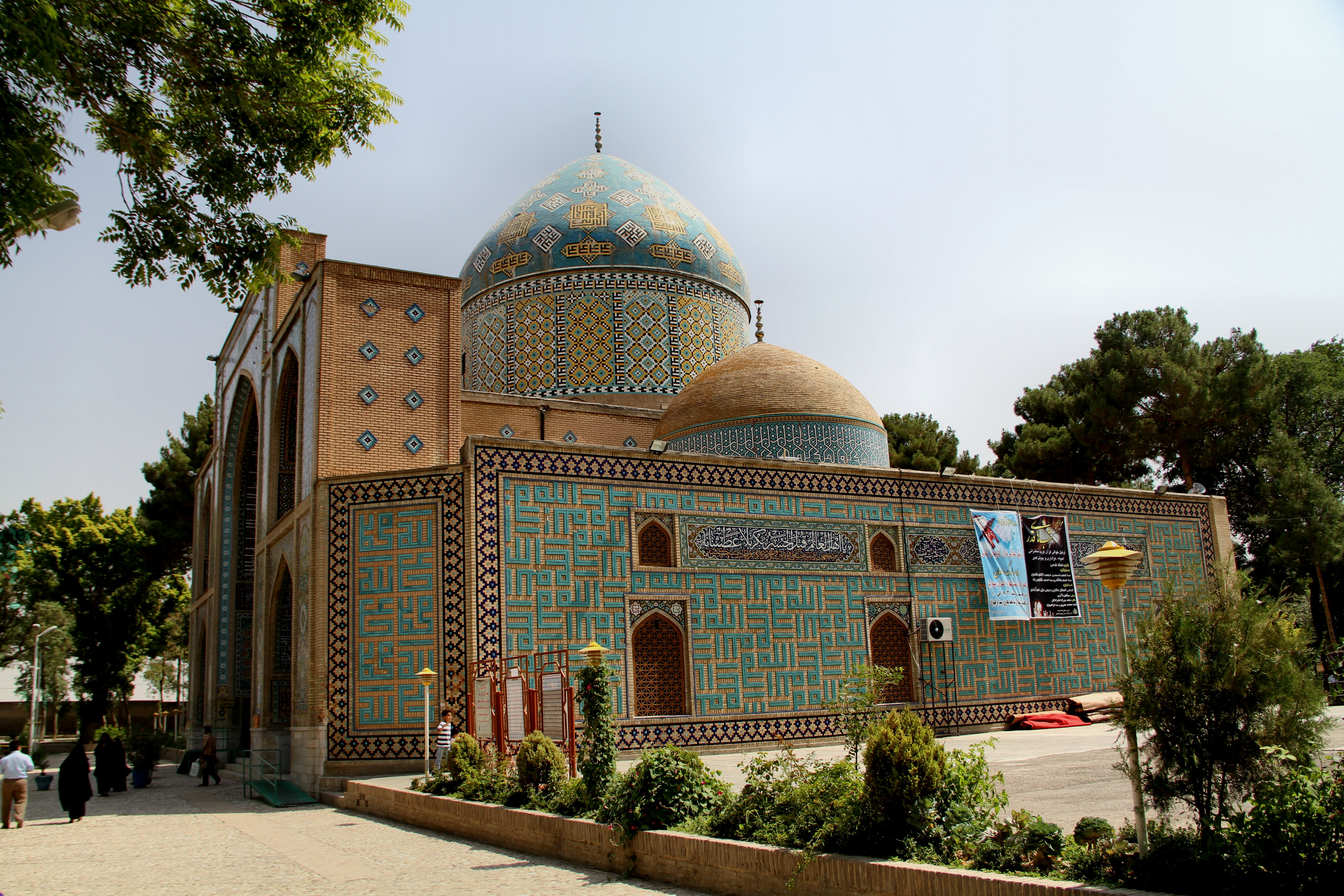
Al Mahruq mecset

A várost a 3. században a szasszanidák alapították, 224-651 között, a szasszanida Irán jelentős szerepet játszott a tudás átadásában Kelet és Nyugat között: Az ország egyetemei (különösen Nisibis és Nishapur) egyebek között az orvostudománnyal, a joggal és a filozófiával is foglalkoztak. A görög-római tudás ismerete mellett az iráni tudás is elérte a nyugatot.
A 11. század ban a szeldzsukok tették fővárosukká. Ezután állítólag hamarosan egymillió lakosú nagyvárossá nőt. Bagdad és Nishapur, ahol a teológus, filozófus Al-Ghazali is tanított, az akkori legnagyobb egyetemi könyvtárral rendelkezett. Nagysága és gazdagsága a vidék többi településéhez hasonlóan azonban a turkok, afgánok, mongolok meg-megújuló támadásait szenvedte el, majd 1221-ben Dzsingisz kán hódította meg a várost.
Később, a 18. századtól lakosai békében éltek.

## Nevezetességek
- Omar Hajjám, Omar Khajjám perzsa költő, matematikus, filozófus, csillagász 1048. május 18-án itt született, és 1131. december 4-én itt is halt meg. Sírja is itt található.

## Galéria

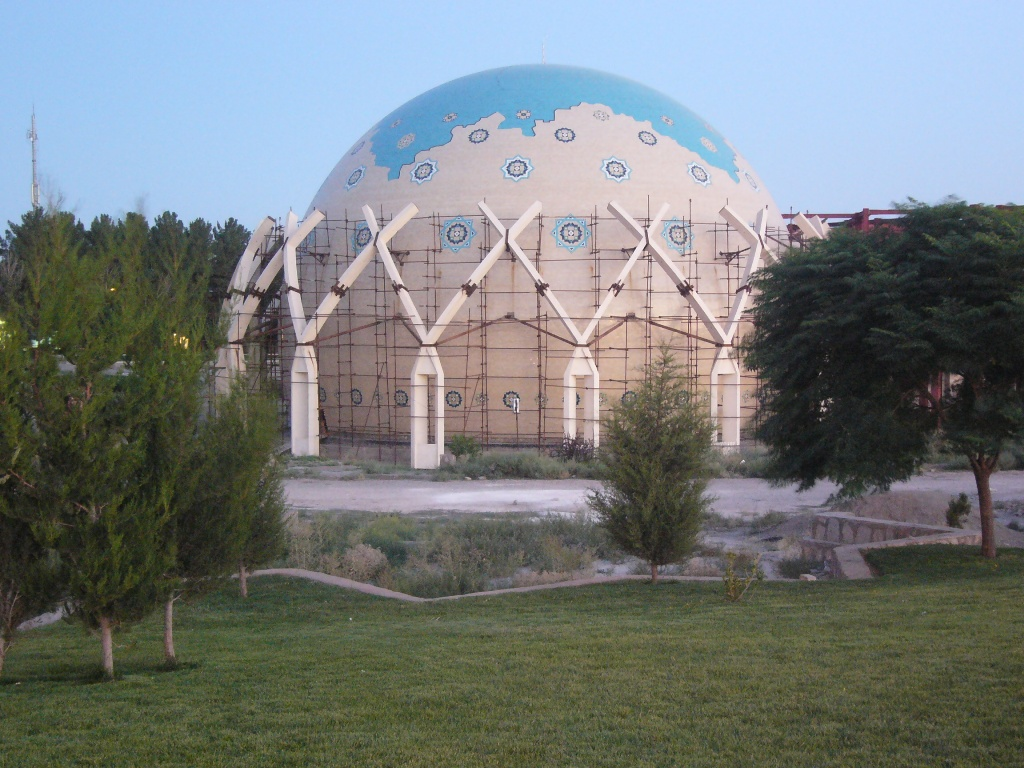
Planetárium
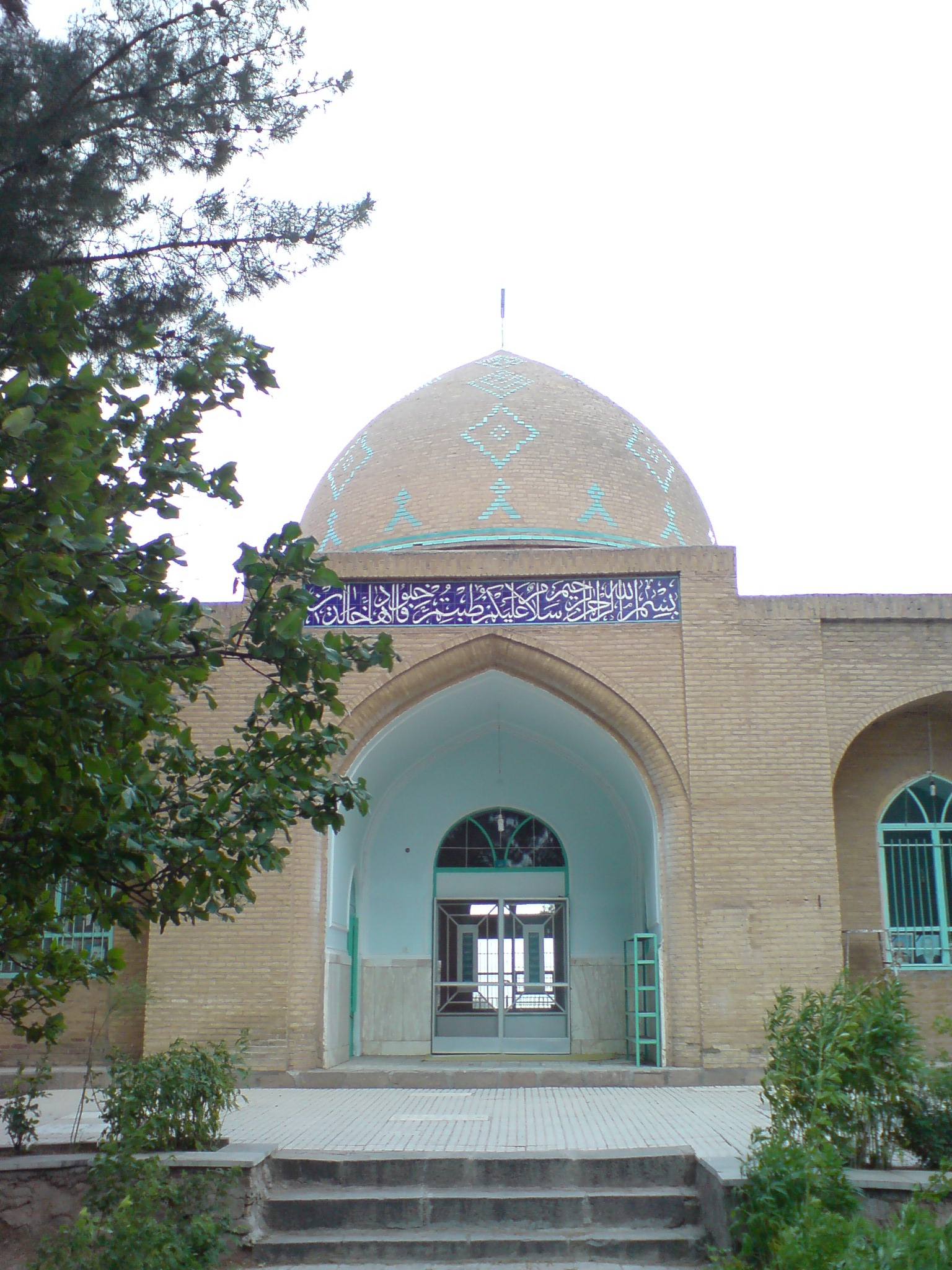
Abu Osman mauzóleum
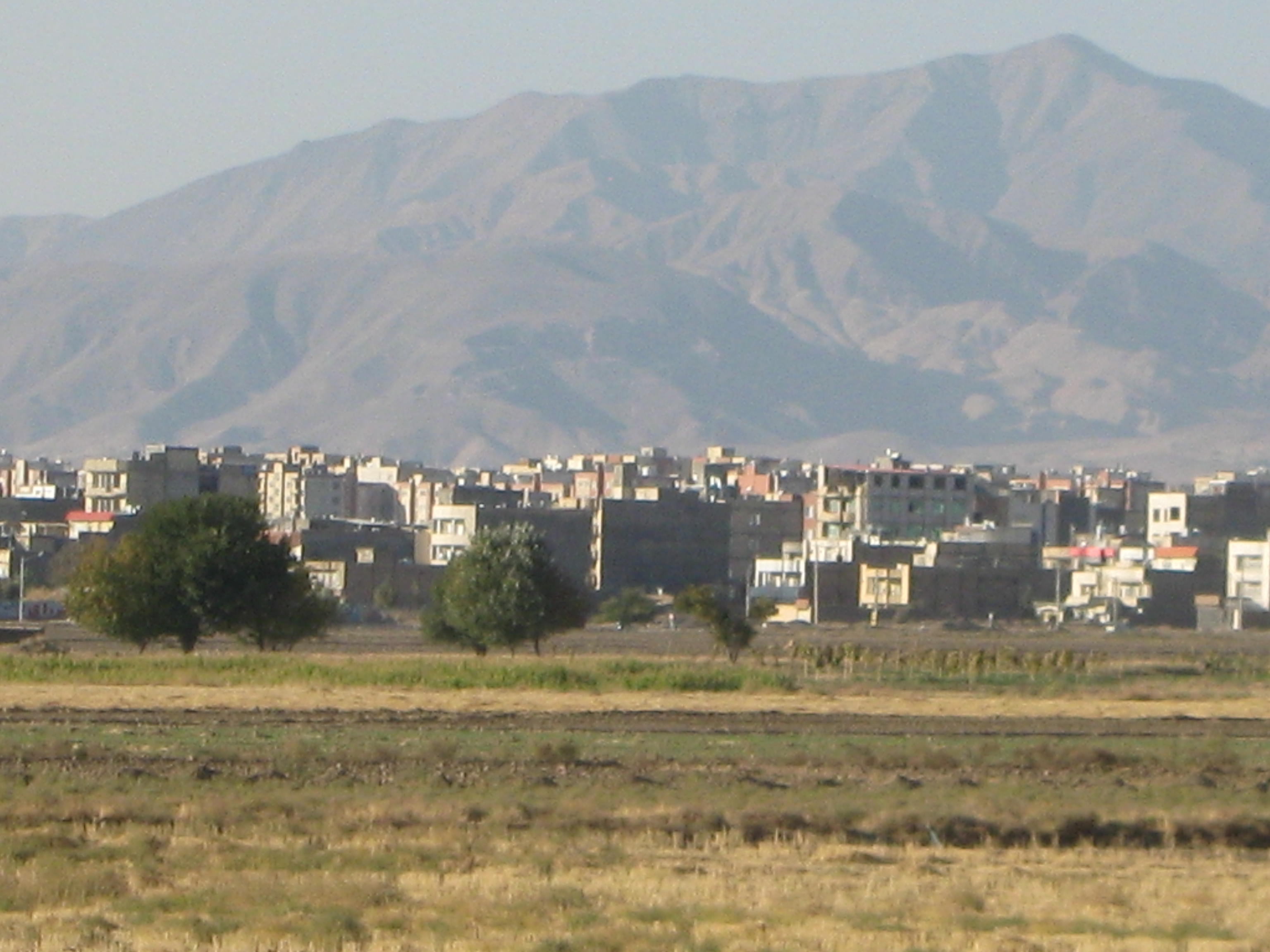
Neisápur látképe
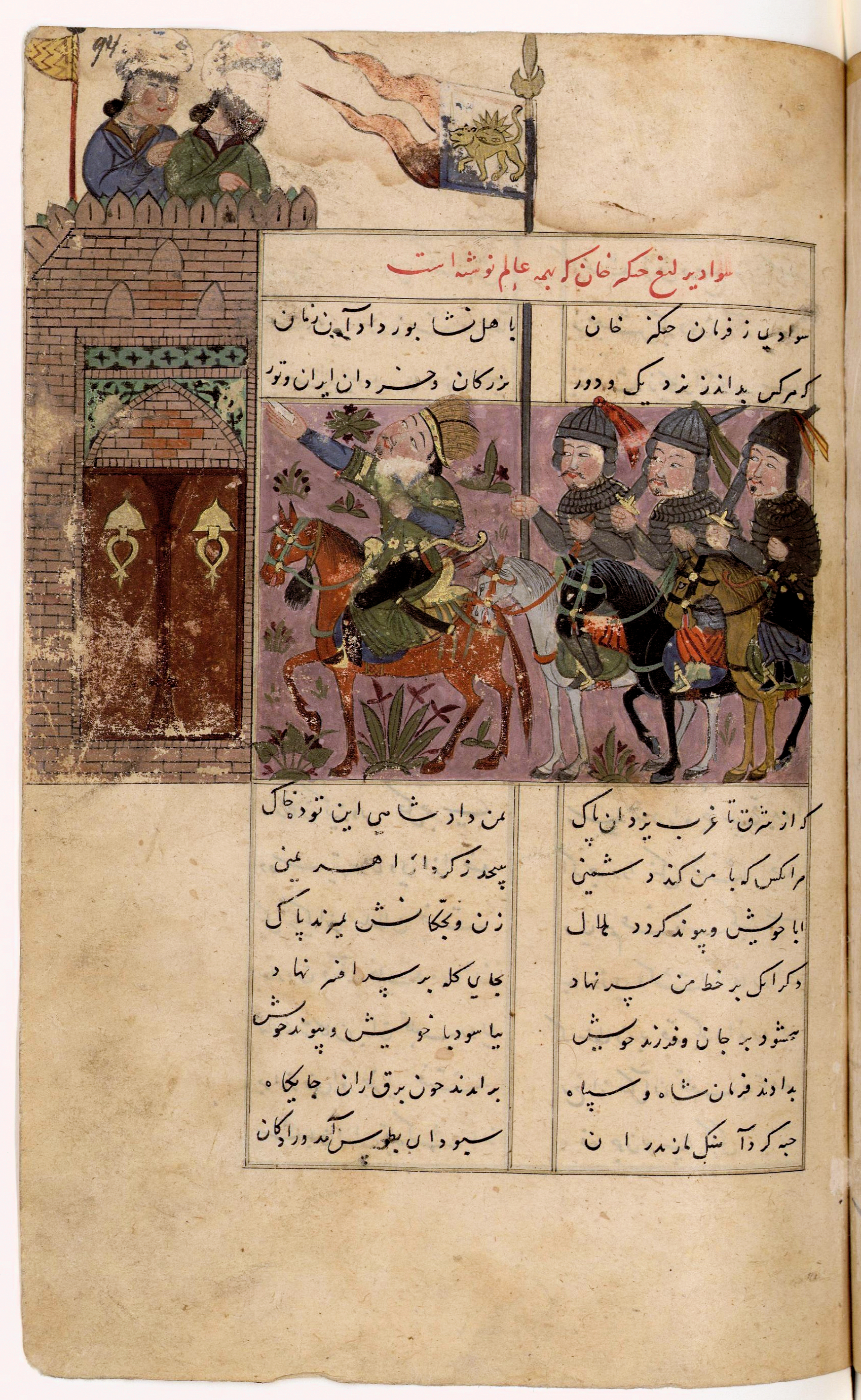
Dzsingis kán egy régi kódex lapjain
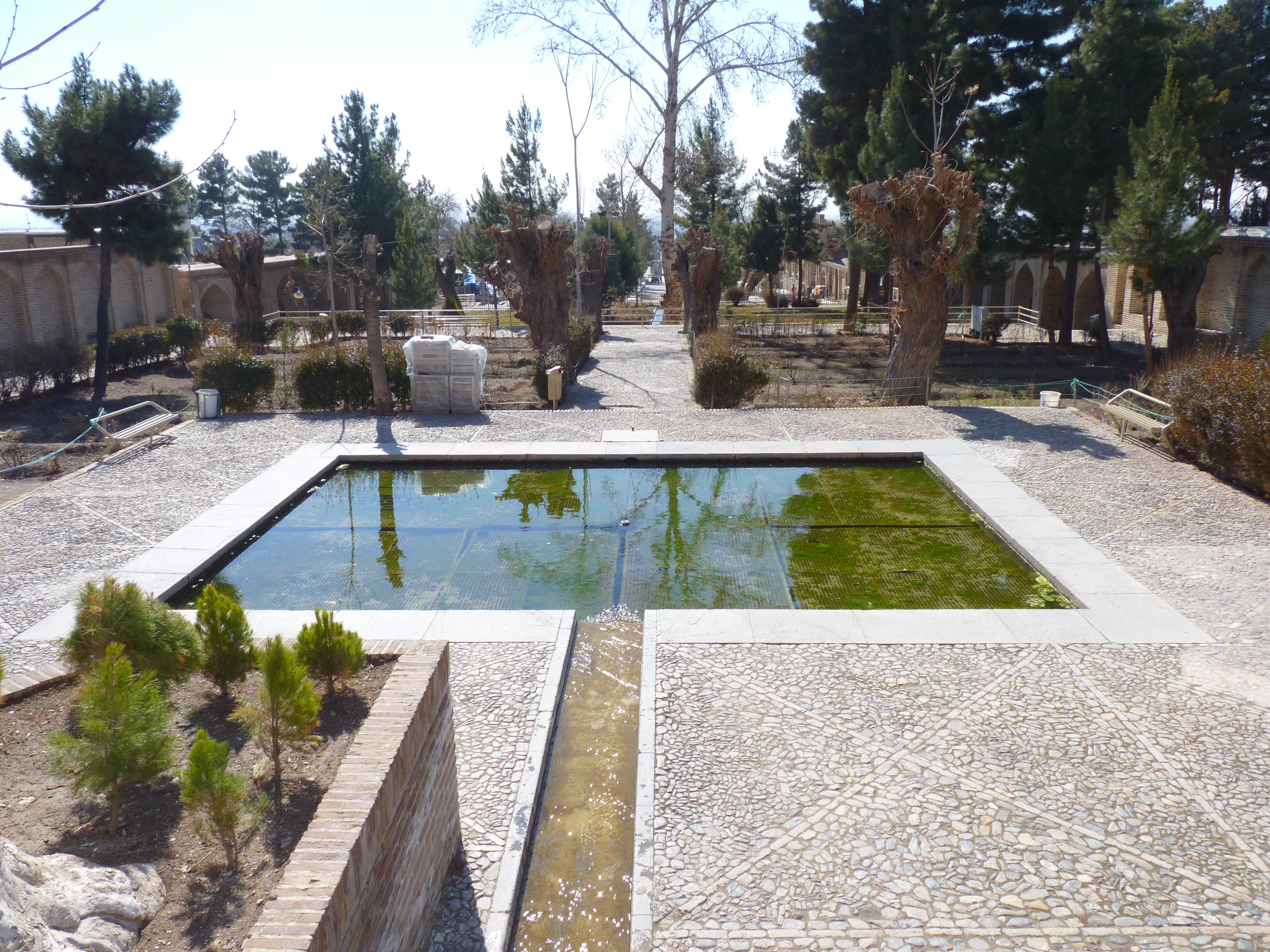
Qadamgah
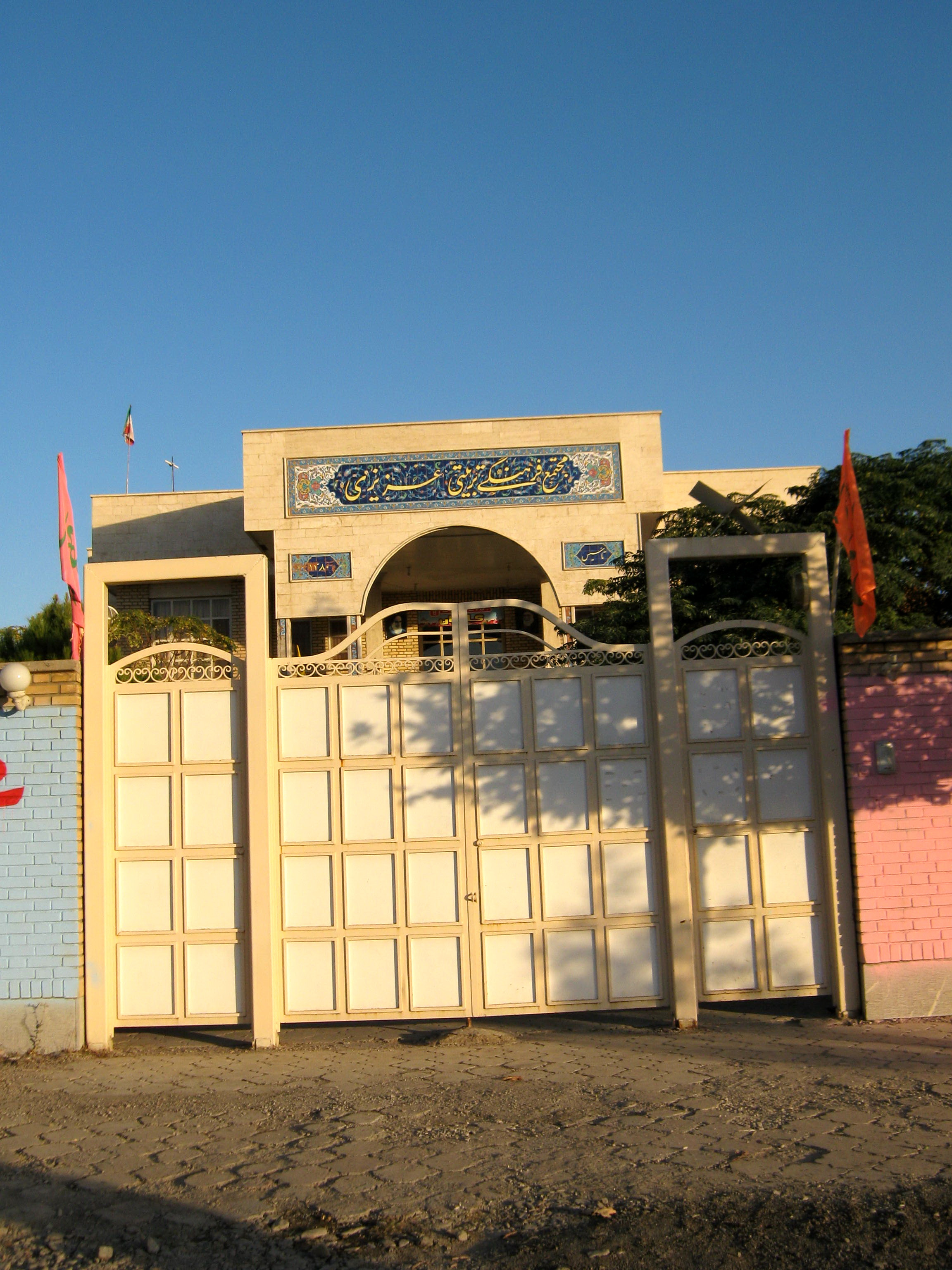
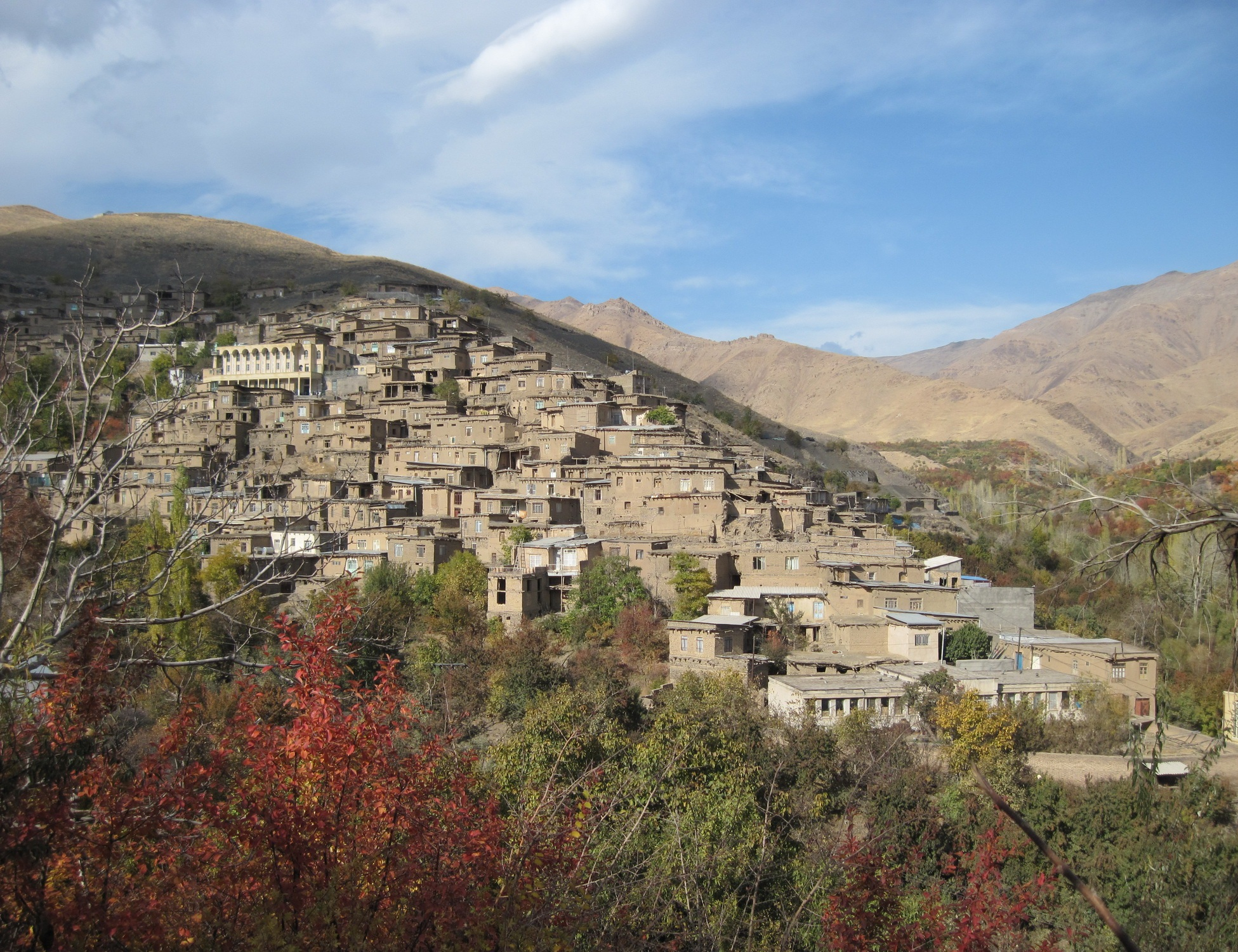
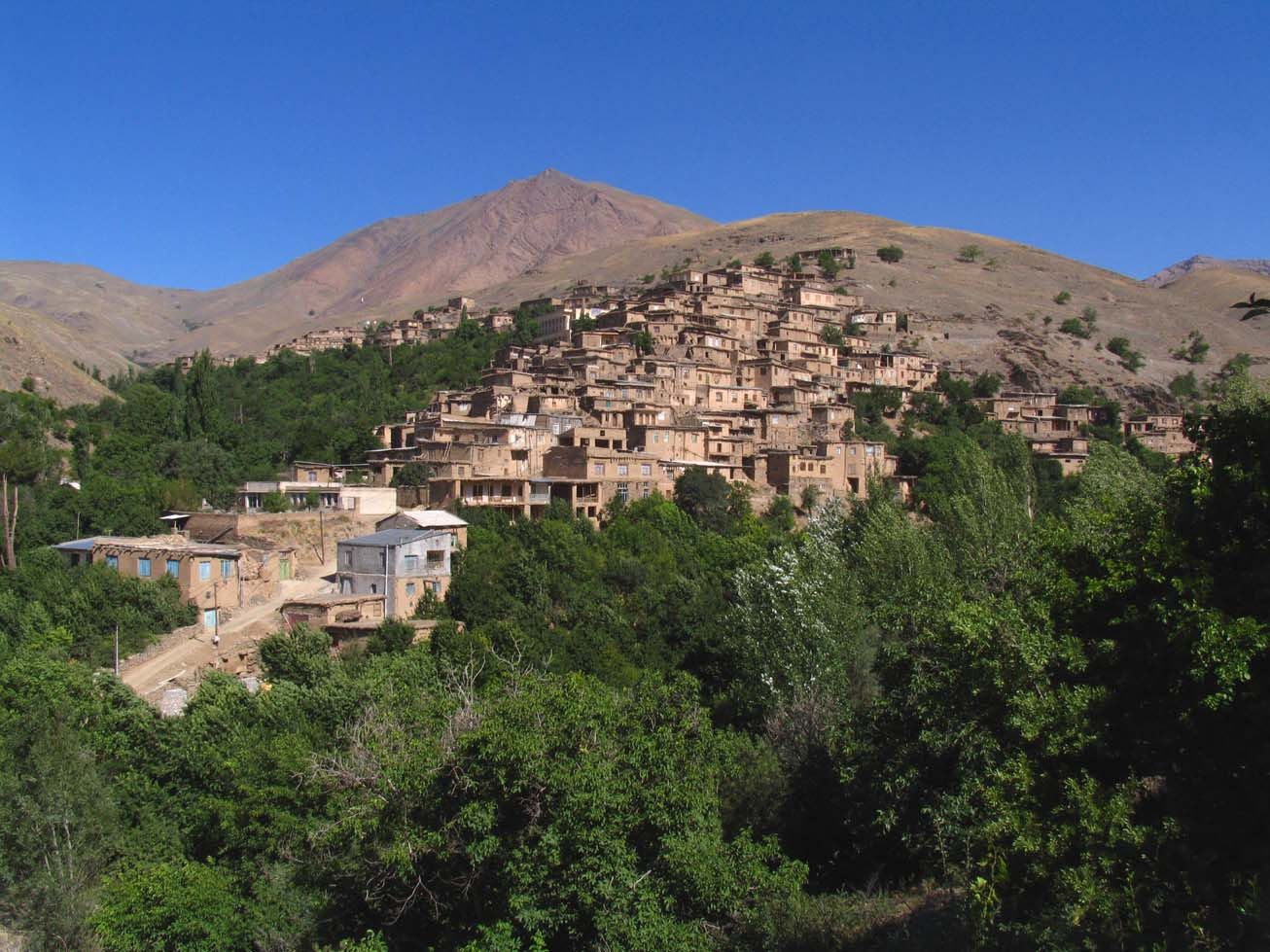
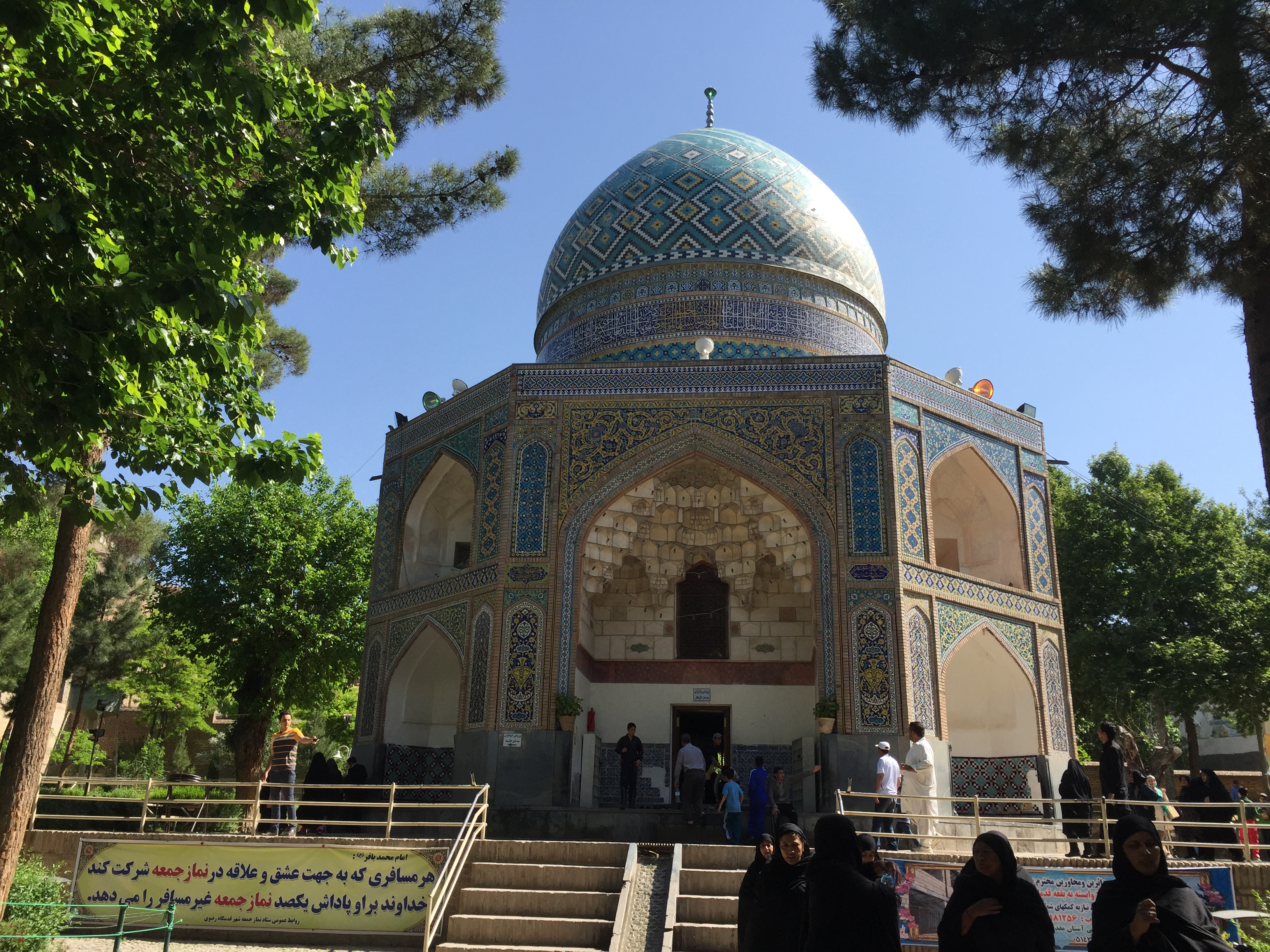
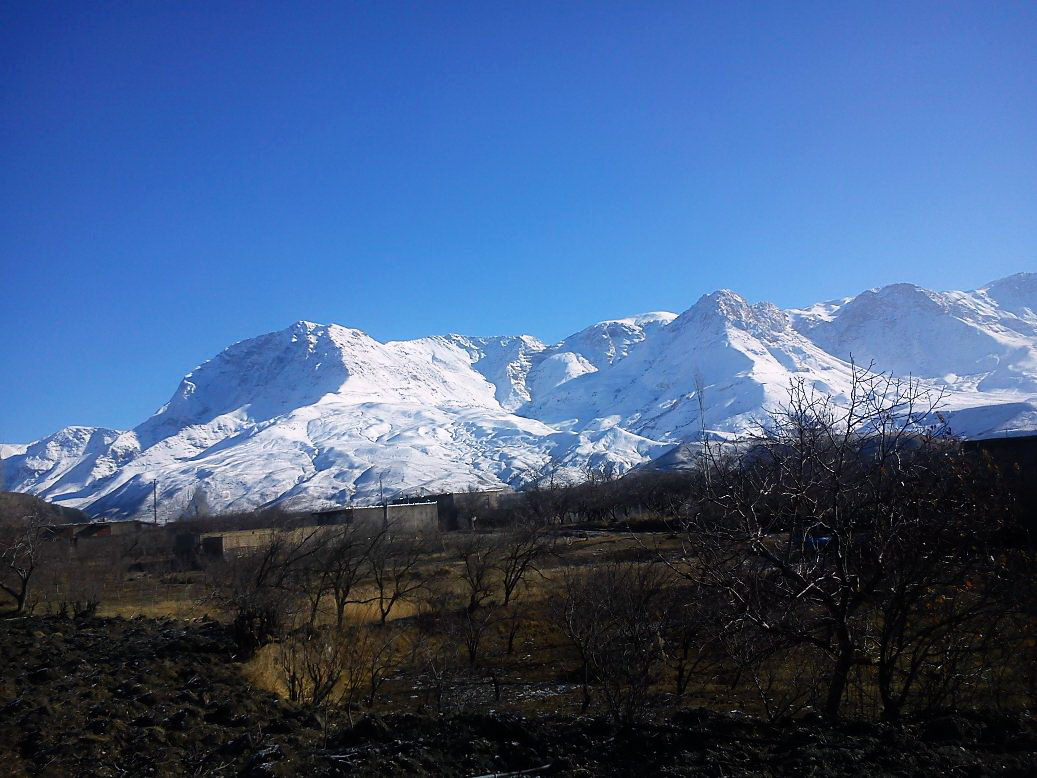
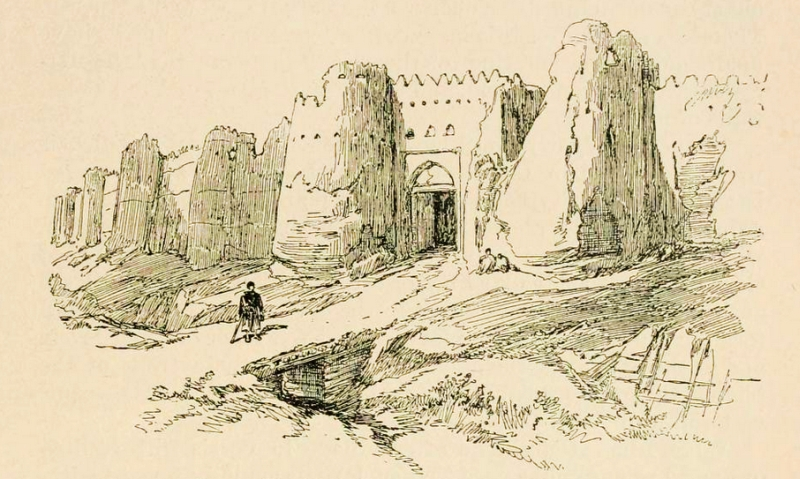
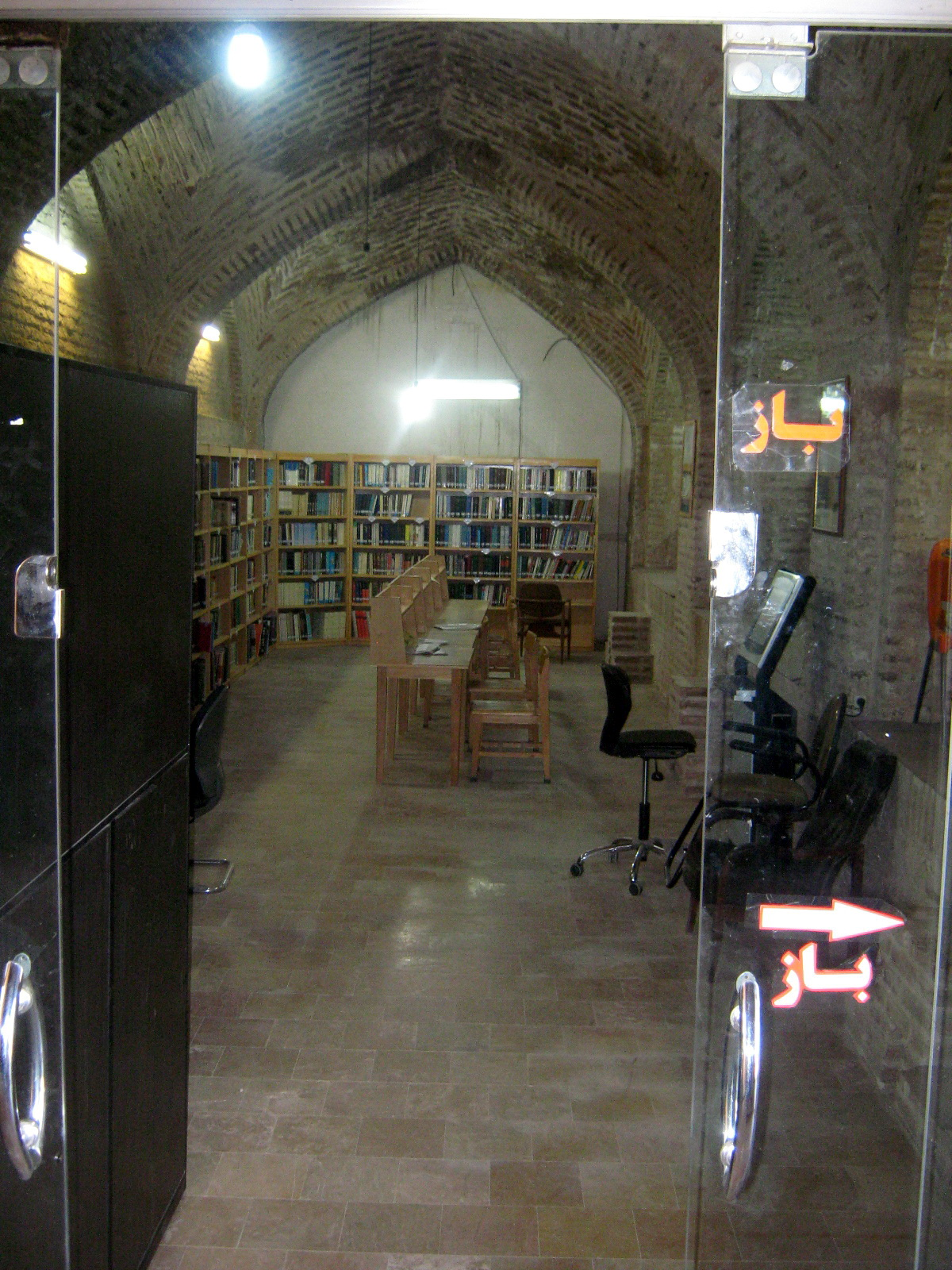
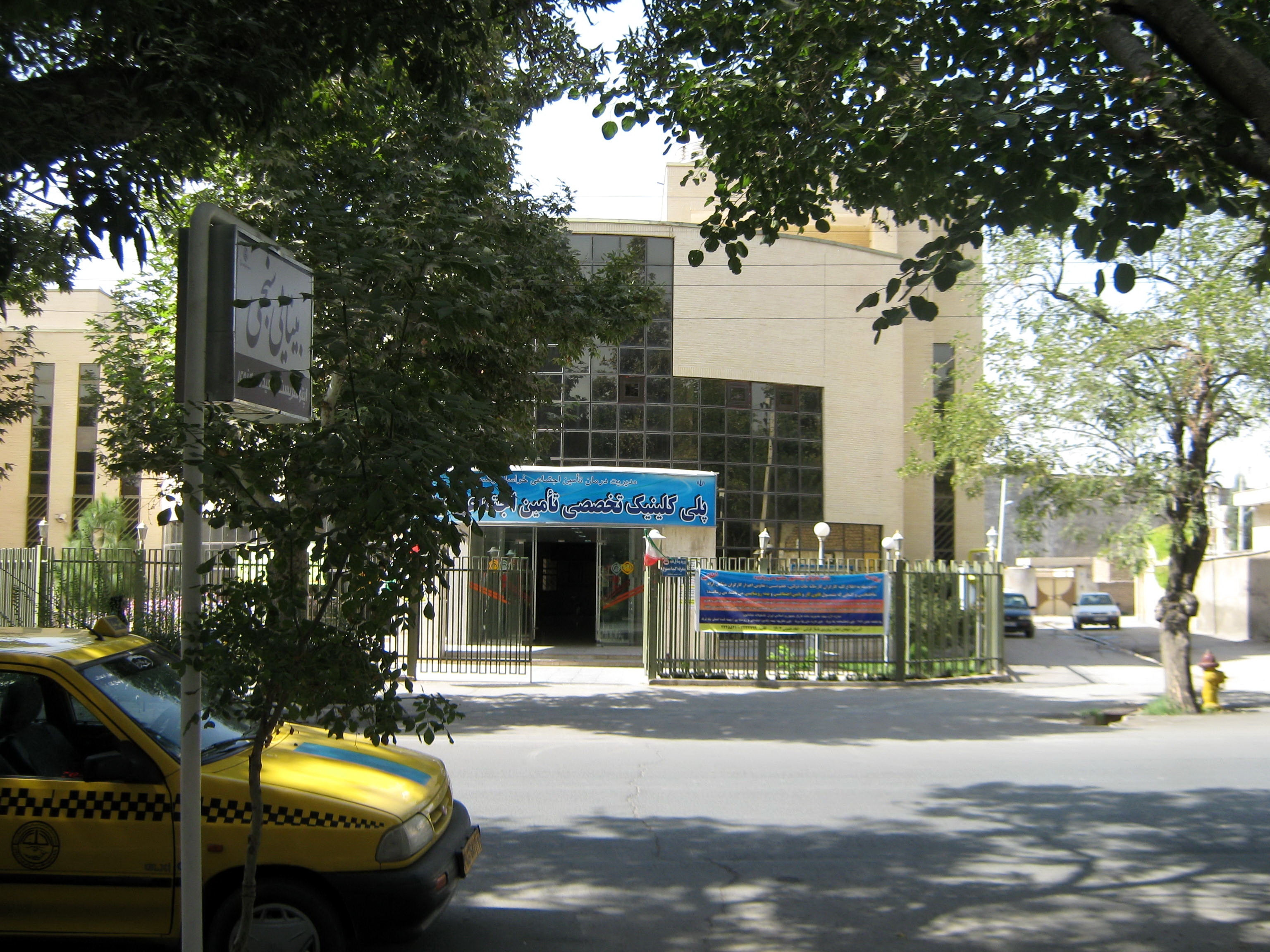
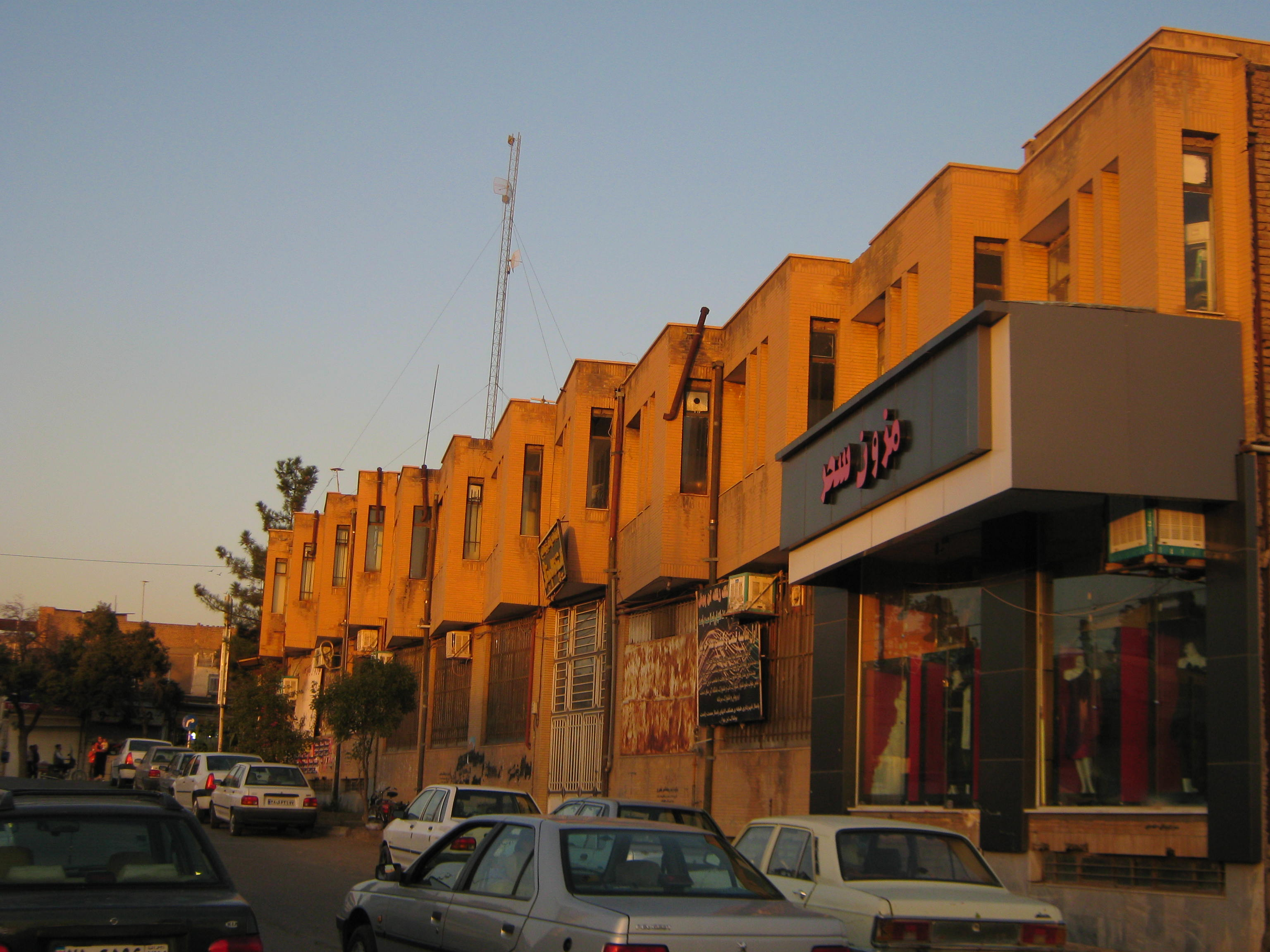